# 南斯溫登 (英國國會選區)
南斯溫登（英語：South Swindon），英國國會一郡選區，位於英格蘭西南部威爾特郡東北部，包括斯溫登區南部十一個地方選區。
本區創設於1997年，多數時期支持工黨。2010年大選中自2005年以來任下議院議員、工黨的安·斯內爾格羅夫被黨保守黨的羅伯特·巴克蘭以45.1%選票擊敗。